# Mistrzostwa Wspólnoty Narodów w Zapasach 2016
XIV Mistrzostwa wspólnoty narodów w zapasach w rozgrywane były w Singapurze, w dniach 3 - 7 listopada 2016 roku. Zawody odbyły się na terenie Suntec Singapore Convention and Exhibition Centre.

## Tabela medalowa
Gospodarz zawodów został zaznaczony kolorem.
| Poz.    | Państwo       |    |    |    | Łącznie |
| 1       | Indie         | 22 | 22 | 4  | 49      |
| 2       | Kanada        | 2  | 0  | 4  | 6       |
| 3       | Pakistan      | 0  | 2  | 11 | 13      |
| 4       | Australia     | 0  | 0  | 3  | 3       |
| 5       | Singapur      | 0  | 0  | 2  | 2       |
| -       | Walia         | 0  | 0  | 2  | 2       |
| 7       | Nowa Zelandia | 0  | 0  | 1  | 1       |
| Łącznie | Łącznie       | 24 | 24 | 27 | 75      |

## Rezultaty

### Mężczyźni

#### Styl klasyczny
| Konkurencja         | Złoto          | Srebro                  | Brąz           |
| Kategoria do 59 kg  | Ravinder Singh | Vikram Krushnath Kurade | Muhammad Bilal |
| Kategoria do 66 kg  | Manish         | Ravinder                | Abdul Wahab    |
| Kategoria do 71 kg  | Deepak         | Mohammed Rafiq Holi     | Abdul Rehman   |
| Kategoria do 75 kg  | Gurpreet Singh | Dinesh Kumar            | Muhammad Assad |
| Kategoria do 80 kg  | Harpreet Singh | Ravinder Khatri         | ----           |
| Kategoria do 85 kg  | Prabhpal Singh | Yashpal                 | ----           |
| Kategoria do 98 kg  | Hardeep Singh  | Sachin Sachin           | Umair Tariq    |
| Kategoria do 130 kg | Naveen Kumar   | Manvir Singh            | Zaman Anwar    |

#### Styl wolny
| Konkurencja         | Złoto              | Srebro                 | Brąz                           |
| Kategoria do 57 kg  | Sandeep Tomar      | Muhammad Bilal         | Trevor Banks Utkarsh Kale      |
| Kategoria do 61 kg  | Harphool Gulia     | Vikas Kumar            | Abdul Wahab Iwan Baker         |
| Kategoria do 65 kg  | Bajrang Kumar      | Rahul Mann             | Kane Charig Vincent De Marinis |
| Kategoria do 70 kg  | Amit Kumar Dhankar | Om Prakash Vinod Kumar | Abdul Rehman                   |
| Kategoria do 74 kg  | Jitender           | Sandeep Kate           | Muhammad Assad                 |
| Kategoria do 86 kg  | Deepak Punia       | Muhammad Inam          | Arun Kumar Jordan Steen        |
| Kategoria do 97 kg  | Satyawart Kadian   | Rubaljeet Singh        | Ali Al-Rekabi Umair Tariq      |
| Kategoria do 125 kg | Hitender Beniwal   | Krishan                | Zaman Anwar                    |

### Kobiety

#### Styl wolny
| Konkurencja        | Złoto            | Srebro                | Brąz                  |
| Kategoria do 48 kg | Ritu Phogat      | Priyanka Singh        | Alvina Lim            |
| Kategoria do 53 kg | Pinki            | Arpana Bishnoi        | Jessica Lavers-McBain |
| Kategoria do 55 kg | Lalita Sehrawat  | Divyanshi Tyagi       | Anastasiya Korzh      |
| Kategoria do 58 kg | Manju Kumari     | Sonali Mahadev Todkar | Jessie Nel            |
| Kategoria do 60 kg | Linda Morais     | Sarita                | Manisha               |
| Kategoria do 63 kg | Reshma Anil Mane | Gargi Yadav           | Charmayne Hughes      |
| Kategoria do 69 kg | Pinki            | Kavita                | Aliena Coleman        |
| Kategoria do 75 kg | Veronica Keefe   | Jyoti                 | Nikki                 |